# Matteo Togninalli
Matteo Togninalli (Sondrio; 25 de septiembre de 1977) es un ingeniero italiano de Fórmula 1. Actualmente es el Jefe de Ingeniería de Pista de Ferrari.

## Carrera
En 2003, Togninalli se licenció en Ingeniería Mecánica en el Politécnico de Milán, para luego incorporarse al centro de investigación de Fiat, donde surgió por primera vez el interés de trabajar en la Scuderia Ferrari. En 2005, empezó a trabajar en el Ferrari Remote Garage y dos años más tarde se incorporó al equipo como ingeniero de dinámica de vehículos.
En 2010 se convirtió en Jefe de Ingeniería de Rendimiento de Carrera y seis años después, fue ascendido a jefe del Departamento de Ingeniería de Pista, una función que implica coordinar toda la ingeniería de pista durante un fin de semana de carrera desde una perspectiva técnica y al mismo tiempo liderar la Ingeniería de Rendimiento de Carrera.